# Leonard Carlitz
Leonard Carlitz   (Filadèlfia, 26 de desembre de 1907 - Pittsburgh, 17 de setembre de 1999) va ser un matemàtic estatunidenc.
Carlitz era fill d'emigrants jueus que van arribar als Estats Units sobre el 1890, procedents d'Ucraïna el pare i de Letònia la mare. Va estudiar matemàtiques a la universitat de Pennsilvània, en la qual es va doctorar el 1930. Els dos cursos següents va fer ampliació d'estudis amb beca a l'Institut Tecnològic de Califòrnia (1930-1931), sota la direcció d'Eric Temple Bell, i a la universitat de Cambridge, sota la direcció de Godfrey Harold Hardy. El 1932 va ser nomenat professor de la universitat Duke en la qual va fer tota la seva carrera acadèmica fins a la seva jubilació el 1977 i on va ser nomenat Duke Professor de matemàtiques el 1964, essent el primer membre del departament de matemàtiques en rebre aquest honor. Va morir a Pittsburgh el setembre de 1999, a on s'havia traslladat a viure uns mesos abans per estar més a la vora del seu fill Robert.
La seva obra és ingent: a més de dirigir més de quaranta tesis doctorals, va publicar més de set-cents setanta articles científics. Els seus camps de treball més importants van ser les funcions especials, (162 articles), la teoria de nombres (150), la combinatòria (130), els polinomis (118) i els cossos finits (92).